# ホンダ・Sh mode
Sh mode（えすえっちもーど）は、本田技研工業がかつて製造販売したオートバイである。

## 概要
型式名EBJ-JF51。排気量124㏄の水冷4ストロークSOHC単気筒エンジンを搭載するスクータータイプの小型自動二輪車（原付二種）である。
車名のShは、石畳や発進停止を頻繁に繰り返す狭い市街地などヨーロッパ特有の道路環境を考慮し前輪に16インチホイールを装着した上で1984年から海外で製造販売されていたSHシリーズに由来するもので、2012年からベトナムの現地法人ホンダベトナムカンパニー・リミテッド（Honda Vietnam Co., Ltd.）が製造するSH125・SH150とコンポーネンツを共用し、本田技研工業が輸入事業者となる日本国内向け仕様が本モデルである。

## 車両解説
開発テーマは、FRIENDLY EUROPEAN COMMUTER=世界の都市環境を見据えた安心して使える上質なコミューターとし、チャーミング&エレガントスタイル・誰にでも扱いやすい車体構成とライディングポジション・市街地移動で安心感のある特性と先進の環境性能ならびに経済性をコンセプトとしたスクーターである。
本モデル最大の特徴は上述したように前輪16インチ・後輪14インチのスクーターとしては大径となるホイールサイズで、タイヤは80/90（前）・100/90を装着。ハンドル切れ角を左右46°とすることで、前輪16インチながら従来の14インチホイール同等の取り回し性を確保し回転半径は1.9mである。
車体は全長x全幅x全高：1,930x665x1,105（mm）・ホイールベース：1,305mm・最低地上高：145mm・車重116㎏とし、ハンドル高はスクーターとしては比較的高い990mm、シート高も765mmとアップライトなポジションとなる。またシート下には容量18Lのメットインスペースならびに同じく5.5Lの燃料タンクを装備する。
アンダーボーン型フレームに搭載される内径x行程=52.4×57.9（mm）・排気量124㏄・圧縮比11.0のJF51E型エンジンは、同時期に製造販売されたJF28型PCX・JF45型LEAD用とほぼ共通設計で、停車時に自動的にエンジンを止めるアイドリングストップ機能のほか、スターターモーターと交流発電機が一体化されたACGスターターを採用し、空燃比フィードバック制御・モノリス型三元触媒・ブローバイガス還元装置を装備。またオフセットシリンダー、ローラーロッカーアームならびにシャフトへシェル型ニードルベアリングを使用、発電制御の知能化など多岐にわたる徹底的な低摩擦化を実施し、さらに省燃費性能を向上させたグローバルエンジンeSPと呼称。PGM-FI電子式燃料噴射装置による燃料供給ならびにフルトランジスタ式バッテリー点火装置により、最高出力8.4kw（11ps）/8,500rpm・最大トルク12N・m（1.2kgf・m）/5,000rpm・国土交通省届出60㎞/h定地燃費値52.0㎞/L・WMTCモード値49.5㎞/L（クラス1）のスペックをマーク。エンジン出力は、変速比2.600 - 0.820のVマチック無段変速機を介して後輪を駆動する。
サスペンションは、フロントがテレスコピック、リヤがユニットスイングとし、キャスター角27°00′・トレール68mmに設定。ブレーキは前輪がローター径220mm3ポットキャリパーの油圧式シングルディスク、後輪が130mm径の機械式リーディングトレーリングとし、後輪を動作させると前輪も連動するコンビブレーキ機能を持つ。

### 遍歴
2013年8月30日発表 同年9月13日発売
国内販売目標3,000台/年 消費税抜希望価格285,000円 車体色は以下の3種類を設定。
- パールイージーシープゴールド
- パールジャスミンホワイト
- ポセイドンブラックメタリック

2015年
海外向け輸出仕様のヨーロッパ内自動車排出ガス規制Euro 4対応によるフルモデルチェンジに伴い日本国内向けの本モデルは生産終了。